# Zara (1930)
El Zara fue un crucero pesado italiano, cabeza de una clase de cruceros de su mismo nombre, que sirvió en la Regia Marina italiana durante la Segunda Guerra Mundial. El crucero recibió el nombre de la ciudad adriática de Zara, hoy Zadar.

## Construcción y botadura
Su quilla fue puesta en grada en 1928, en los astilleros Odero, Terni, Orlando de Muggiano (La Spezia). El crucero fue botado el 27 de abril de 1930, y su construcción fue completada en 1931.

## Historia operacional
Durante la Segunda Guerra Mundial, el crucero pesado Zara participó en las siguientes operaciones durante 1940:
- 7 de julio: Batalla de Calabria
- 19 de julio: Batalla del Cabo Spada
- 1 de septiembre: Operación Hats
- 29 de septiembre: Operation MB 5
- 11 de noviembre: Batalla de Tarento

El 29 de marzo de 1941, tomo parte en la Batalla del Cabo Matapán, bajo el mando del Capitán de Navío Luigi Corsi, mientras escoltaba al acorazado Vittorio Veneto que había sido dañado por un torpedo aéreo y se dirigía, lentamente, a Italia.
El crucero Pola, gemelo del Zara y que tomaba parte en la acción, fue dañado por un torpedo lanzado por un avión británico, lo que le obligó a navegar lentamente y más tarde, a detenerse. El resto de la fuerza italiana puso proa hacia su base, abandonando al crucero,  pero con la llegada de la noche, el Zara, acompañado de su gemelo, el Fiume y de cuatro destructores (Oriani, Alfieri, Carducci and Gioberti) de la IX Squadriglia (9.ª Escuadrilla), fueron enviados a auxiliar al Pola.
En una acción nocturna, los cruceros italianos fueron cogidos por sorpresa por los radares de los buques británicos, y los acorazados británicos Barham, Valiant y Warspite, abrieron fuego sobre aquellos a la corta distancia de 2000 metros. Los cruceros Zara y Fiume fueron impactados varias veces en cuestión de cinco minutos.
Imposibilitado para recuperar el buque, el comandante del Zara, ordenó a su tripulación que lo hundiesen y abandonasen el buque. El Fiume, además del buque que habían ido a rescatar, el Pola, y dos destructores, el Alfieri y el Carducci, también fueron hundidos en el combate.